# NGC 5151
NGC 5151 ist eine Linsenförmige Galaxie mit aktivem Galaxienkern vom Hubble-Typ S0-a? pec im Sternbild Haar der Berenike am Nordsternhimmel. Sie ist rund 365 Millionen Lichtjahre von der Milchstraße entfernt, der Zentralbereich  hat einen Durchmesser von etwa 85.000 Lichtjahren, während sich ihr Außenbereich  über mehr als 200.000 Lj. erstreckt.

Im selben Himmelsareal befinden sich u. a. die Galaxien NGC 5158, NGC 5172, NGC 5180.
Das Objekt wurde am  8. Mai 1826 von John Herschel entdeckt.